# Heterorrhina planata
Heterorrhina planata – gatunek chrząszcza z rodziny poświętnikowatych, podrodziny kruszczycowatych i plemienia Goliathini.
Gatunek ten został opisany w 1910 przez Johna Gilberta Arrowa.
Ciało długości od 19 do 22 mm i szerokości od 9,5 do 11 mm, duże, umiarkowanie wydłużone, z wierzchu spłaszczone, błyszczące, jednolicie jaskrawo zielone z pomarańczowymi bokami tylnych bioder oraz czarnymi czułkami i odnóżami. Nadustek w obrysie kwadratowy, szerszy niż dłuższy, prosty na przednim brzegu, pośrodku którego obecny jest ząbek. Podłużne, raczej szerokie żeberka na przodzie głowy tworzą krótkie, ścięte płatki w przedniej części. Przód głowy punktowany umiarkowanie, przedplecze delikatnie, tarczka bardzo skąpo, a rzędy pokryw delikatnie i wyraźnie. Przedplecze niezbyt wypukłe, a w obrysie trójkątne. Boki pygidium i krawędzie pokryw pomarszczone. Śródpiersie o wyrostku zakrzywionym i tępo zaokrąglonym na wierzchołku.
Obecny dymorfizm płciowy. U samców golenie przednich odnóży bezzębne, u samic dwuzębne i grubsze. Na spodzie odwłoka samców głęboki żłobek.
Chrząszcz orientalny, endemiczny dla Indii, gdzie znany jest z Kanary i gór Nilgiri.